# Dundgovĭ
Dundgovĭ (Mongools: Дундговь аймаг) is een van de eenentwintig ajmguud (bestuurlijke regio's) van Mongolië.
Dundgovĭ ligt in het zuiden van het land, zo'n 245 kilometer ten zuiden van de hoofdstad Ulaanbaatar. De hoofdstad van deze ajmag is Mandalgovĭ.

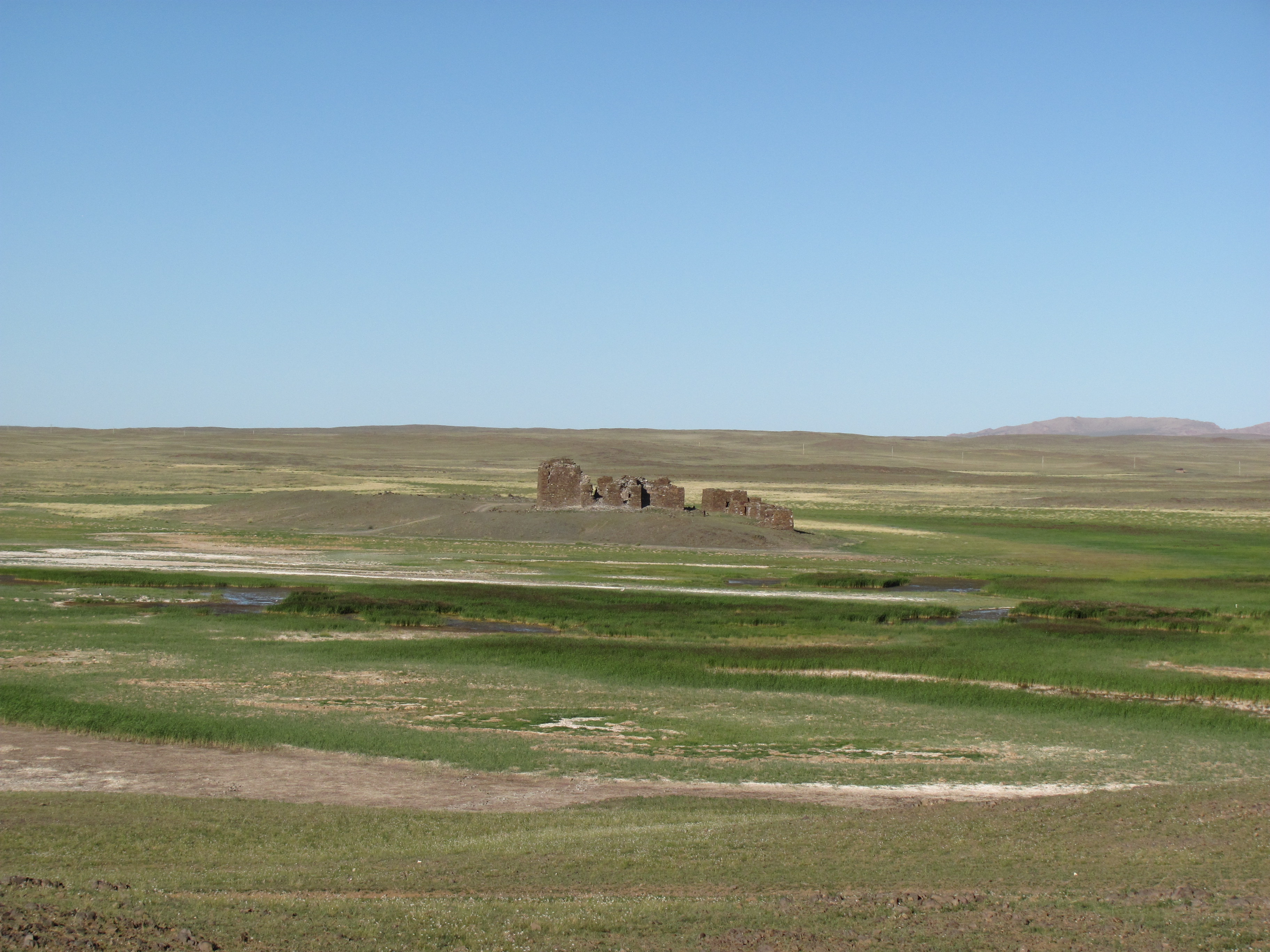
Süm Chöch Burd Tempel

## Geografie
Dundgovi is gelegen in het zuidelijk deel van Mongolië, ongeveer 240 km van de hoofdstad Ulaanbaatar. De ajmag bestaat grotendeels uit steppen en heuvels. In de zomer kunnen de temperaturen maxima van 32°C bereiken, in de winter kan het in de nachten -30°C worden. Er valt weinig neerslag, vrijwel uitsluitend in de zomer, en de luchtvochtigheid is laag. Seizoenproblemen doen zich voor in de vorm van zandstormen in de lente en strenge kou (dzud) in de winter.

## Transport
De provincie wordt niet bediend door commerciële vliegverbindingen. Er is openbaar vervoer per autobus maar een aantal sums zijn niet gelegen aan transportverbindingen van enig belang. Er wordt vaak gereisd met minibussen of privé-jeeps. De hoofdstad Mandalgovi is met Ulaanbaatar verbonden door middel van een geasfalteerde weg van 300 km. Veel bewoners beschikken over motorfietsen die gebruikt worden als belangrijkste transportmiddel.

## Economie
De belangrijkste activiteit is het houden van vee en de verkoop van landbouwproducten als wol en kasjmir. Dundgovi is binnen Mongolië ook bekend om zijn koemis of airag (gefermenteerde paardenmelk), een traditionele licht-alcoholische drank.

## Bezienswaardigheden

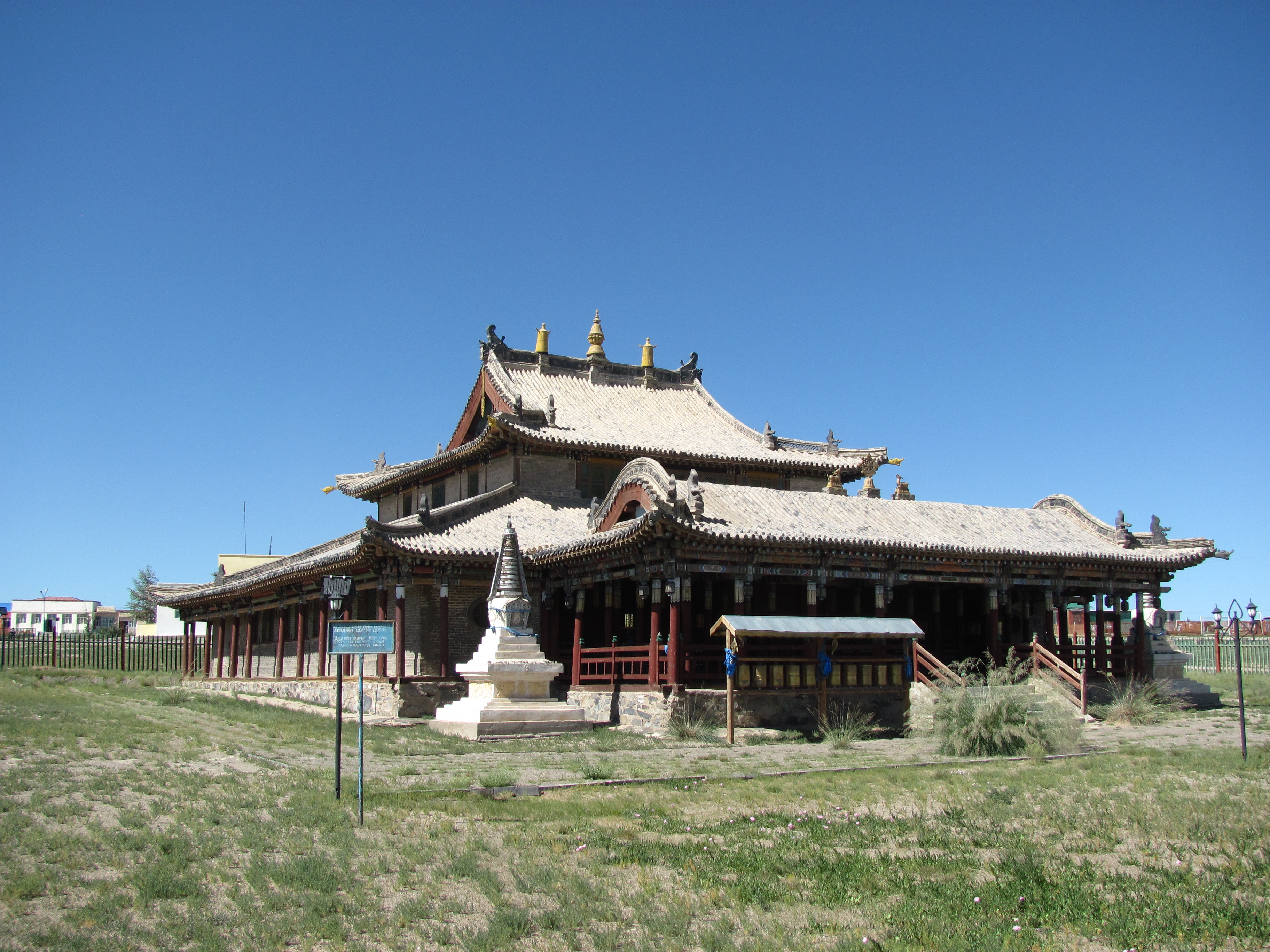
Gimpil Darjaalan klooster in Erdenedalai

- In de hoofdstad Mandalgovi staat het ajmagmuseum en het door circa 30 monniken bewoonde klooster Daschgimpeliin Chiid. Het werd in 1937 vernield tijdens de anti-religieuze acties die in het hele land plaatsvonden; in 1992 werd het weer geopend.
- In de stad Erdenedalai, in grootte de tweede van de ajmag, staat het Gimpil Dardschaalan Chiid-klooster. Het werd aan het eind van de 18e eeuw gebouwd en als een van de weinige in 1937 niet verwoest.
- De tempel Süm Chöch Bürd, 60 km ten noordwesten van Mandalgovi aan het meer Sangiin Dalai Nuur gelegen.
- Het klooster Ongiin Chiid aan het riviertje Ongiin Gol in de sum Sajhan Ovoo, is in herbouw.
- Het rotsgebergte Baga Gadsryn Chuluu met rotsschilderingen en holen, 50 km ten noorden van Mandalgovi.

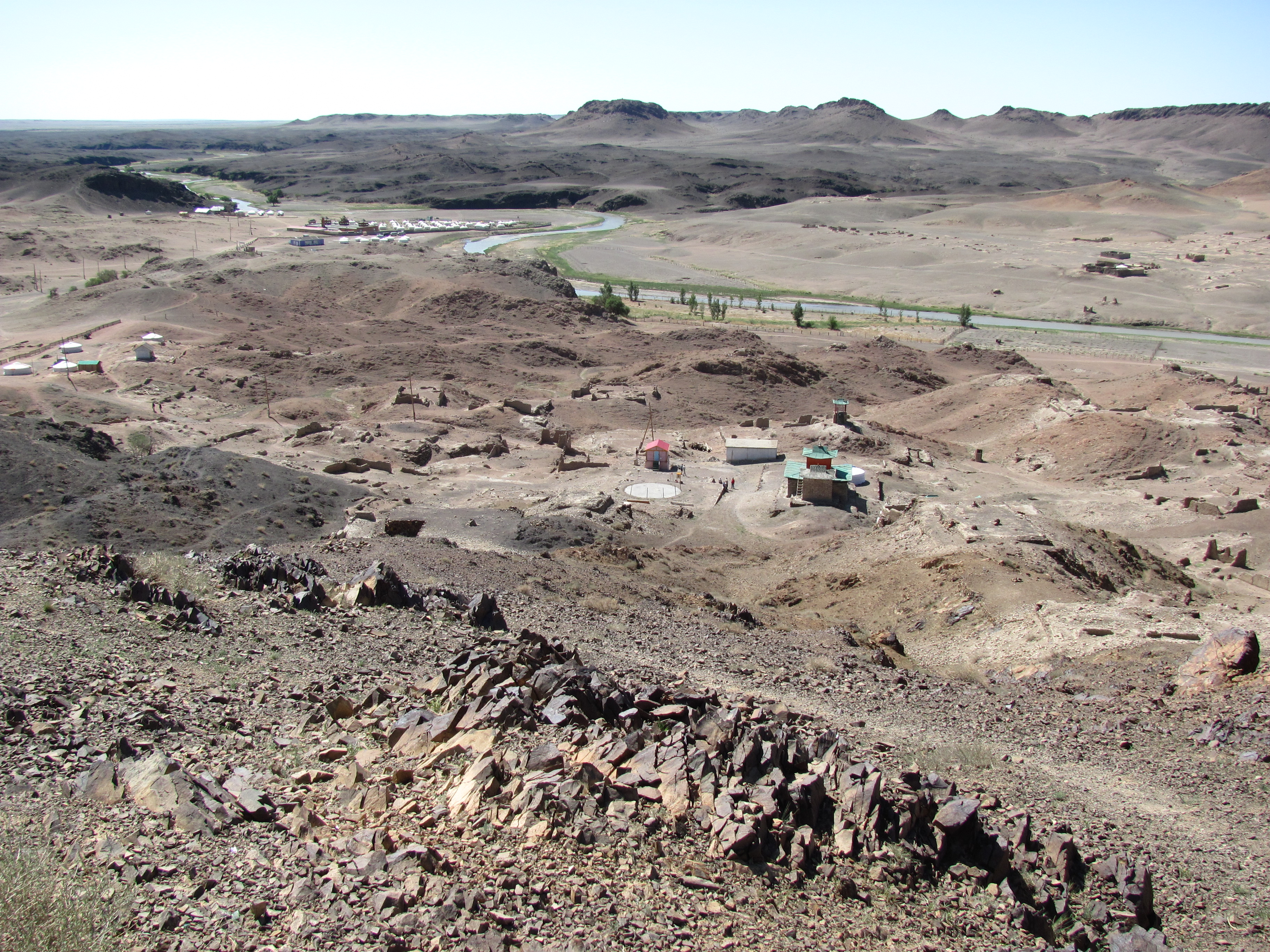
Ongiin Chiid in herbouw, riviertje Ongiin Gol op achtergrond

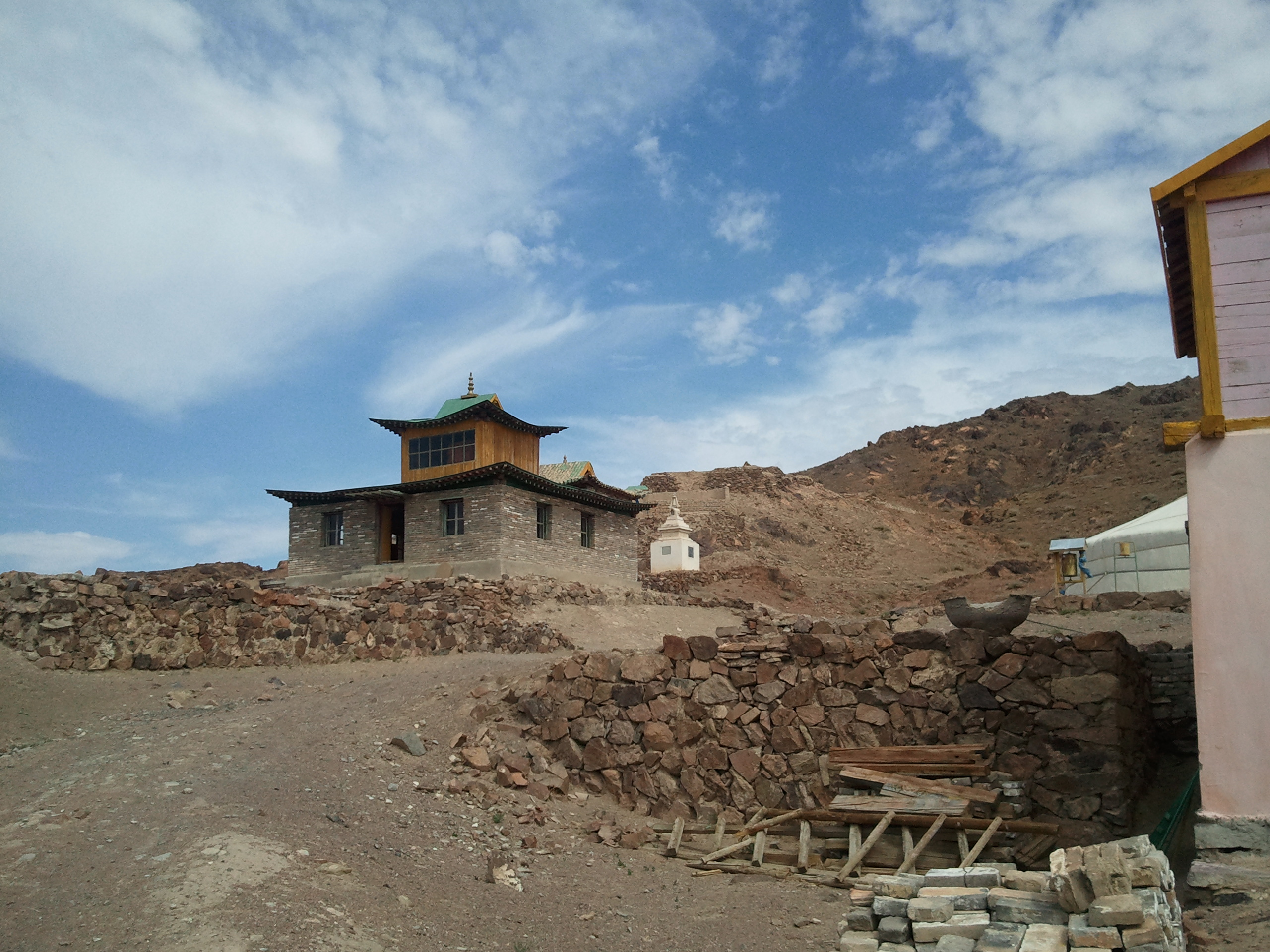
De eerste heropgerichte tempel bij Ongiin Chiid

## Administratieve indeling

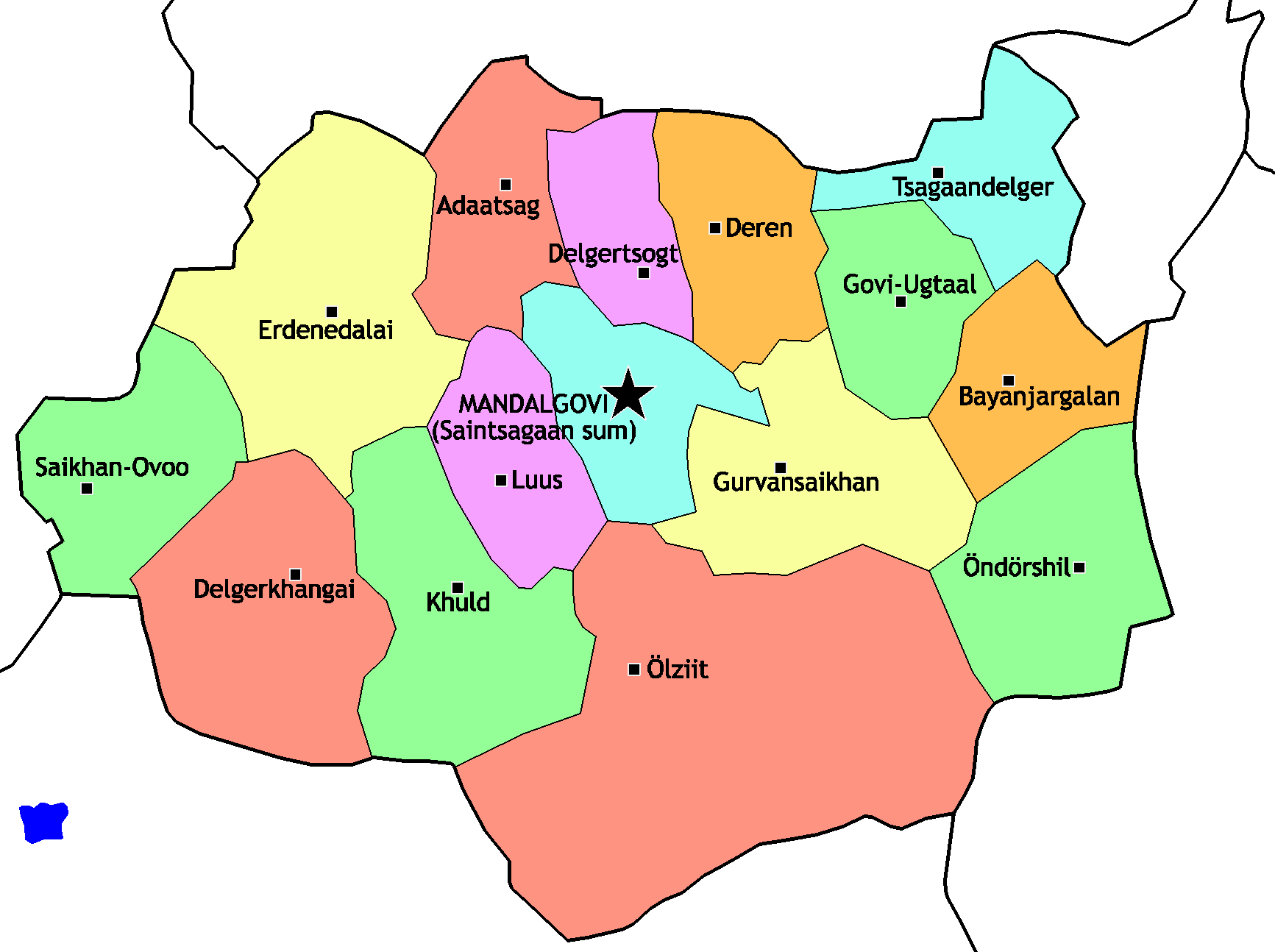
Sums van Dundgovi

Naast de hoofdstad Mandalgovi met ruim 10.000 inwoners, zijn alleen de centra van de sums Erdenedalai en Govi-Ugtaal van enig belang, met respectievelijk ruim 2000 en ruim 1000 inwoners.
Arhangaj · Bajan-Ölgi · Bajanhongor · Bulgan · Darhan-Uul · Dornod · Dornogovĭ · Dundgovĭ · Govĭ-Altaj · Govĭsümber · Henti · Hovd · Hövsgöl · Ömnögovĭ · Orhon · Övörhangaj · Selenge · Sühbaatar · Töv · Uvs · Zavhan